# John Phillips (geologo)
John Phillips (Marden, 25 dicembre 1800 – Oxford, 24 aprile 1874) è stato un geologo britannico.

## Biografia
Philips nacque a Marden, piccolo villaggio del Wiltshire; il padre era un militare gallese, mentre la madre era la sorella di William Smith, considerato il padre della geologia britannica. Rimasto orfano, fu allevato dallo zio, di cui seguì le impronte.
Nel 1824 giunse, al seguito dello zio, a York, e qui accettò l'incarico di curatore della collezione geologica del locale museo. Due anni dopo fu messo a capo dello Yorkshire Museum.
Fu poi tra i promotori dell'Associazione britannica per l'avanzamento della scienza. Nel 1834 cominciò ad insegnare al King's College London (tra i suoi discepoli, Henry William Bristow), e nello stesso anno entrò a far parte della Royal Society.
Nel 1844 divenne professore di geologia all'University of Dublin, nel 1845 fu insignito della Medaglia Wollaston. Nel 1853 prese il posto del defunto Hugh Edwin Strickland come vice di William Buckland alla cattedra di geologia dell'University of Oxford. Alla morte di Buckland, nel 1856, divenne egli stesso titolare della cattedra.

## La collezione Tradescant
Nel 1855 quale Conservatore dell'Ashmolean Museum e poi professore di geologia e curatore del nuovo Museo dell'Università in Parks Road riorganizza le collezioni scientifiche. Non perde tempo a trasferire tutti gli esemplari naturali storici della collezione di John Tradescant dall'Ashmolean al Museo dell'Università. Dieci anni dopo, nel 1866, trasferì poi la maggior parte dei reperti etnografici al Pitt Rivers Museum, appena inaugurato. Nello stesso tempo libri, manoscritti, monete e medaglie furono trasferiti alla Biblioteca Bodleiana. In tal modo ben poco rimase dell'originale Musaeum Ashmoleanum se non una miscellanea di curiosità della Tradescant Ark.
Morì il 24 aprile del 1874, dopo essere caduto dalle scale dell'All Souls College il giorno prima.

## Opere
- Illustrations of the Geology of Yorkshire (2 parti, 1829 e 1836; 2ª ed. della parte prima: 1835; 3ª ed., a cura di R. Etheridge, 1875)
- A Treatise on Geology (1837–1839)
- Memoirs of William Smith (1844)
- The Rivers, Mountains and Sea-Coast of Yorkshire (1853)
- Manual of Geology, Practical and Theoretical (1855)
- Life on the Earth: its Origin and Succession (1860)
- Vesuvius (1869)
- Geology of Oxford and the Valley of the Thames (1871)